# Don Geiss, America and Hope
"Don Geiss, America and Hope" é o 15.° episódio da quarta temporada da série de televisão norte-americana de comédia de situação 30 Rock, e o 73.° da série em geral. Foi realizado por Stephen Lee Davis e teve o seu argumento co-escrito por Jack Burditt e Tracey Wigfield. A sua transmissão original ocorreu através da rede de televisão National Broadcasting Company (NBC) na noite de 18 de Março de 2010. Dentre os actores convidados, estão inclusos John Anderson, Marceline Hugot, James Rebhorn, Michael Sheen e Scott Bryce.
No episódio, Liz Lemon (interpretada por Tina Fey) tenta evitar encontros com Wesley Snipes (Sheen) pois eles não conseguiram desenvolver uma química na sua primeira saída, dando assim continuação a uma trama que envolve Wesley como um interesse amoroso de Liz, iniciada no episódio anterior. Entretanto, Jack Donaghy (Alec Baldwin) lida com a aquisição da NBC pela empresa KableTown. Não obstante, Tracy Jordan (Tracy Morgan) tem que lidar com a repercussão da publicação de um livro sobre sua vida escrita pela ex-ama do seu filho.
"Don Geiss, America and Hope" faz referência à aquisição real da NBC Universal pela empresa de televisão a cabo Comcast, bem como o escândalo de casos extraconjugais do jogador de golfe profissional Tiger Woods. Em geral, o episódio foi recebido com opiniões positivas por críticos especialistas em televisão do horário nobre, com a maior parte dos elogios sendo atribuídos a Alec Baldwin pela sua performance. Baldwin viria mais tarde em 2010 a receber uma nomeação a um Prémios Emmy pelo seu desempenho no episódio. De acordo com os dados publicados pelo serviço de mediação de audiências Nielsen Ratings, "Don Geiss, America and Hope" foi assistido por uma média de seis milhões e 857 mil famílias durante a sua transmissão original norte-americana. Além disso, foi-lhe atribuída a classificação de 3,0 e nove de share entre os telespectadores do perfil demográfico dos dezoito aos 49 anos de idade.

## Produção e desenvolvimento

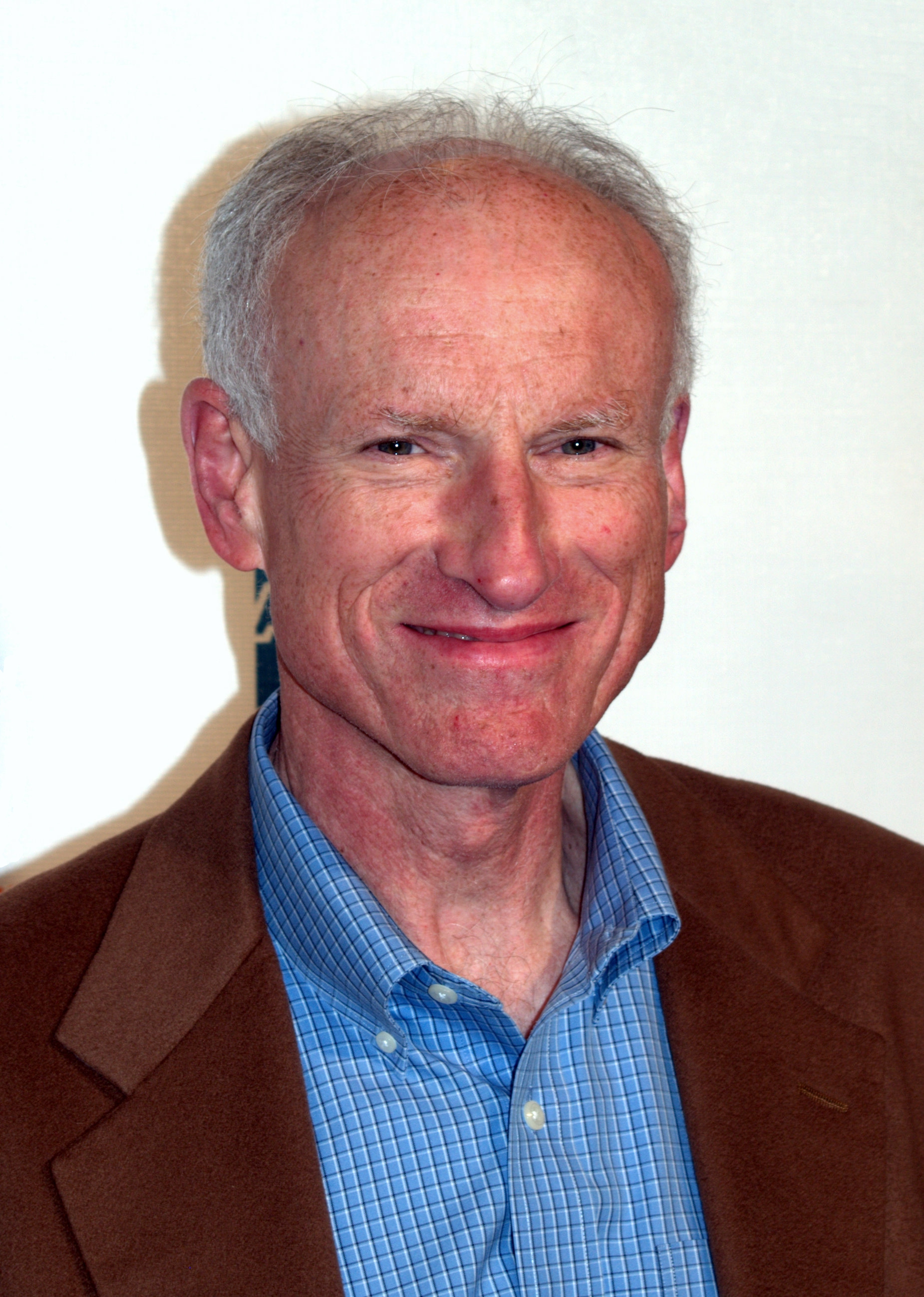
"Don Geiss, America and Hope" marcou a segunda e última participação de James Rebhorn em 30 Rock.

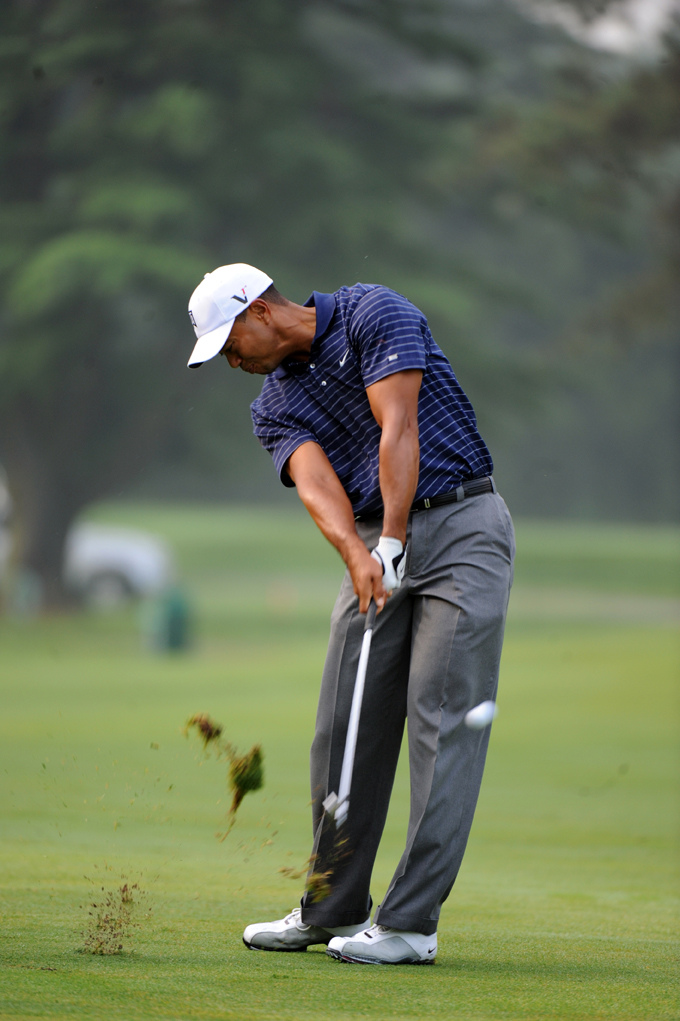
Uma das tramas de "Don Geiss, America and Hope" faz referência ao escândalo de casos extraconjugais de Tiger Woods.

"Don Geiss, America and Hope" é o 15.° episódio da quarta temporada de 30 Rock. Foi realizado pelo assistente de direcção Stephen Lee Davis na sua estreia como realizador no seriado, e teve o seu guião co-escrito por Jack Burditt e Tracey Wigfield, sendo assim o 12.° episódio de 30 Rock a ter o seu guião escrito por Burditt e o terceiro de Wigfield. "Don Geiss, America and Hope" foi filmado entre  25 e 27 de Janeiro de 2010 nos Estúdios Silvercup na Cidade de Nova Iorque. Embora os seus nomes tenham sido listados durante a sequência de créditos finais, os actores Scott Adsit, Katrina Bowden e Keith Powell — respectivos intérpretes das personagens Pete Hornberger, Cerie Xerox e James "Toofer" Spurlock — não participaram deste episódio.
A participação do actor galês Michael Sheen foi primeiramente anunciada em Janeiro de 2010. A sua primeira aparição foi em "Future Husband" como Wesley Snipes, interesse amoroso de Liz Lemon. A trama amorosa de Liz e Wesley viria a ter contibuidade em mais dois episódios da temporada. Outras participações especiais em "Don Geiss, America and Hope" foram a do actor Scott Bryce como Dave Hess, um ex-colega de Jack Donaghy que já havia participado de "Flu Shot" na terceira temporada como uma personagem diferente; da actriz Marceline Hugot, que repetiu a performance como Kathy Geiss pela nona vez e tocou a canção "Ave Maria" na trombeta no funeral do seu pai Don Geiss; James Rebhorn, que primeiramente deu vida ao Dr. Kaplan em "Future Husband," e John Anderson, que pôde ser visto no fim do episódio a falar com Liz quando esta assiste a um dos canais de "pornografia para mulheres." Anderson já havia anteriormente participado de "Sun Tea" como o Astronauta Mike Dexter, nome pelo qual foi creditado na sequência dos créditos finais de "Don Geiss, America and Hope."
A trama principal do episódio foi inspirada pela aquisição real da NBC Universal pela Comcast em Novembro de 2009. Quando questionada em Janeiro de 2010 pelo portal Reuters se este evento seria ou não mencionado no seriado, Fey afirmou que "a venda da NBC para outra empresa é parte integrante do nosso programa e será difícil para Jack." Em Abril seguinte, depois da transmissão deste episódio, a NBC criou um site para a Kabletown. Segundo Robert Carlock, argumentista e produtor executivo de 30 Rock, a Kabletown é escrita com um "K" pois já existia uma empresa real homófona mas com a inicial "C," então, os argumentistas do seriado procuraram o departamento jurídico da NBC, que quis "enfatizar a diferença e, depois de um tempo, todo mundo gostou do novo som." Embora neste episódio tenha sido mostrado o funeral de Don Geiss, o seu intérprete Rip Torn não participou da quarta temporada de 30 Rock, sendo "Larry King" a sua participação final na série. Segundo o crítico de televisão Bob Sassone, um dos possíveis motivos da saída abrupta de Torn foi um incidente legal relacionado com álcool ocorrido em Janeiro de 2010 no qual ele estava envolvido.
A trama de Tracy Jordan, na qual a ex-ama do seu filho lança um livro com revelações acerca dos seus casos extraconjugais de mentira, aludindo assim ao escândalo de casos extraconjugais do jogador profissional de golfe Tiger Woods no fim de 2009. Em uma cena, é revelado que as supostas amantes admitiram à imprensa jamais terem tido relações sexuais com Tracy. Inversamente, aquando da revelação do escândalo das infidelidades de Woods, inúmeras mulheres admitiram ter mantido relações com o golfista. Para restabelecer a sua imagem de mulherengo, Tracy realizou uma conferência de imprensa na qual anunciou abandonar o mundo de negócios para passar mais tempo com a sua stripper, enquanto Woods anunciou em Dezembro de 2009 que passaria um tempo indeterminado afastado do golfe profissional para focar-se no seu casamento, após ter admitido ser infiel. Outras mulheres com quem Tracy não teve relações sexuais divulgaram mensagens de voz para a imprensa, na qual Tracy pode ser ouvido a ser amoroso e sincero com a sua esposa Angie Jordan (Sherri Shepherd). No caso de Woods, uma das suas amantes divulgou mensagens de texto e de voz como prova de um relacionamento entre os dois. Como consequência de ter sido exposto como monogâmico, Tracy perde diversos patrocínios, assim como Woods perdeu diversos contratos publicitários com várias empresas após admitir os seus casos.
O actor e comediante Judah Friedlander, intérprete da personagem Frank Rossitano em 30 Rock, é conhecido pelos seus bonés de camioneiro de marca registada que usa dentro e fora da personagem Frank. Os chapéus normalmente apresentam palavras ou frases curtas estampadas neles. Friedlander afirmou que ele próprio é quem faz os acessórios. Revelou também que "alguns deles são brincadeiras íntimas, e alguns são simplesmente piadas." A ideia veio do persona de Friedlander nas suas apresentações de comédia stand up, nas quais os objectos de adorno estão todos estampados com a escrita "campeão mundial" em línguas e aparências diferentes. Em "Don Geiss, America and Hope," Frank usa bonés que leem "Under the Bottom" e "All the Way."

## Enredo
Jack Donaghy (Alec Baldwin) investiga sobre a Kabletown, que recentemente comprou a NBC como um acto de caridade para reduzir os impostos, e encontra uma forma de ser útil. Dave Hess (Scott Bryce), um ex-colega seu que abandonou a NBC para trabalhar na Kabletown, revela que o sucesso da Kabletown vem da transmissão de canais de televisão com conteúdo pay-per-view para maiores de dezoito anos de idade, não necessitando investir em novos serviços nem produtos. Ao tomar conhecimento disto, Jack fica horrorizado com a perspectiva de nunca mais voltar a ser útil. Porém, ao recitar o seu elogio no funeral de Don Geiss (Torn) mais tarde, ele tem uma epifania e propõe aos executivos da empresa a produção de pornografia para mulheres, especificamente, canais com homens atraentes que "escutam" mulheres a tagarelarem.
Enquanto isso, Liz Lemon (Tina Fey) tenta evitar deparar-se com Wesley Snipes (Michael Sheen), o homem britânico que conheceu e paquerou sob a influência de anestesia. Liz acha ele chato, porém, eles continuam a se esbarrar, levando-os a crer estarem destinados a ficar juntos. Entretanto, ambos logo chegam ao acordo de que a anestesia foi a causa de tudo e concordam em parar o contacto. Mas, ao se esbarrarem mais uma vez, Wesley declara que eles provavelmente deveriam apenas contentar-se um com o outro. Liz fica horrorizada com esta ideia e procura Jack à busca de um conselho, mas ele ainda se encontra completamente inconsolável com a ideia de assentar com uma empresa que não terá evolução. Mais tarde, Liz encontra-se com Wesley para dizer-lhe que a sua resposta é negativa, acreditando que ambos conseguem encontrar pessoas melhores; ela fica ainda mais surpresa quando descobre que ele partilha o nome com o actor norte-americano Wesley Snipes.
Ao mesmo tempo, a ex-ama do filho de Tracy Jordan (Tracy Morgan) escreve um livro no qual conta tudo sobre ele, revelando que ele nunca teve na verdade casos extraconjugais com ninguém, um segredo compartilhado por Tracy a Jack em "The Ones". A fim de restabelecer a sua imagem de mulherengo, o actor realiza uma conferência de imprensa na qual anuncia abandonar mundo do entretenimento para passar mais tempo com a sua stripper, mas ninguém acredita. Além disso, as suas supostas amantes revelam para a imprensa que jamais mantiveram relações sexuais com ele. A sua colega Jenna Maroney (Jane Krakowski) aconselha-lhe a dormir com alguém para não ser visto como monogâmico. Isto acaba levando-o a tentar fazer sexo com Liz, que recusa, declarando ter inveja do seu casamento feliz e aconselha-o a orgulhar-se do seu relacionamento monogâmico.
No fim do episódio, Liz é vista intrigada a assistir ao conteúdo da pornografia para mulheres.

### Análises da crítica

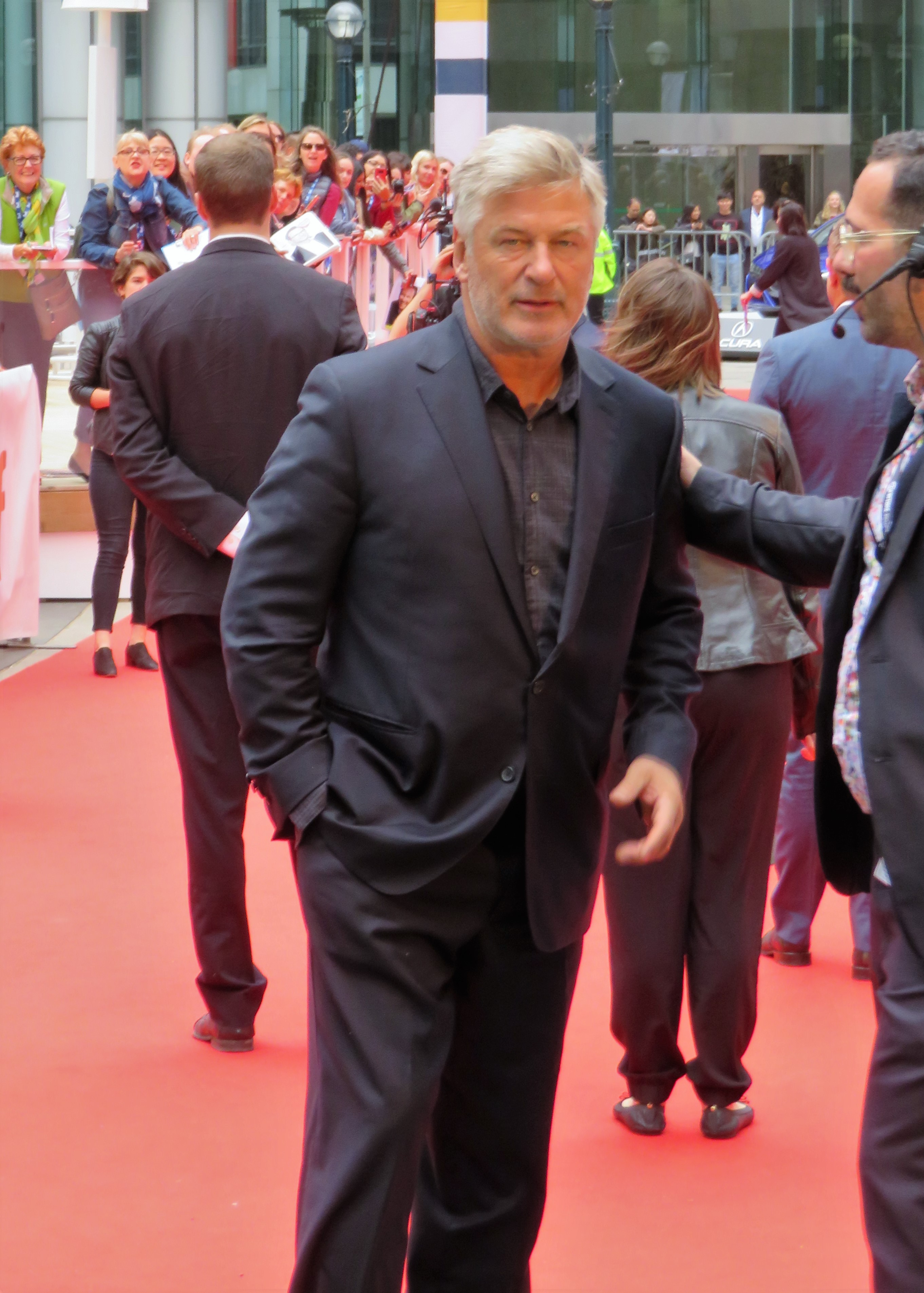
Alec Baldwin foi nomeado a um prémio Emmy do horário nobre pelo seu desempenho em "Don Geiss, America and Hope."